# Miguel Rodríguez Orejuela
Miguel Ángel Rodríguez Orejuela (nascido em 15 de agosto de 1943, em Mariquita, Tolima) é um narcotraficante colombiano, anteriormente um dos líderes do Cartel de Cali, com sede na cidade de Cali. Ele é o irmão mais novo de Gilberto Rodríguez Orejuela.
Miguel foi casado com a Miss Colômbia de 1974, Martha Lucía Echeverry.

## Cartel De Cali
Os irmãos Rodríguez Orejuela e José Santacruz Londoño formaram o cartel de Cali na década de 70, envolvendo-se principalmente no tráfico de maconha.
Já na década de 80, inicia-se a ramificação da organização para o tráfico de cocaína. Durante este tempo, o Cartel de Cali forneceu cerca de 70% da cocaína encontrada nos Estados Unidos e cerca de 90% da mesma substância para o mercado europeu. 
O Cartel de Cali foi considerado menos violento do que seu rival, o Cartel de Medellín pois, enquanto o Cartel de Medellín estava envolvido em uma brutal campanha de violência contra o governo colombiano, o Cartel de Cali buscava o fortalecimento e crescimento. Os irmãos Orejuela e José estavam muito mais inclinados para o suborno em vez de violência. No entanto, após o desaparecimento do Cartel de Medellín, as autoridades colombianas voltaram sua atenção para o cartel de Cali, iniciando uma campanha policial contra o este no verão de 1995.

## Prisão
A prisão de Miguel Rodríguez Orejuela se deu em 6 de agosto de 1995, com a Polícia Nacional Colombiana invadindo seu apartamento (Hacienda Buenos Aires) no bairro exclusivo de Normandia, em Cali, Colômbia, e encontrando-o escondido em um armário secreto. Orejuela não era elegível para a extradição para os EUA pois seus crimes foram cometidos antes de 16 de dezembro de 1997 (quando foi restabelecida a extradição). No entanto, enquanto ele estava detido na Colômbia, Orejuela continuou comandando o tráfico de drogas. Como resultado, os Estados Unidos solicitaram a sua extradição.

## Extradição

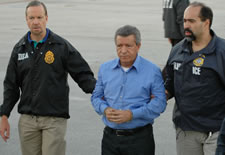
Miguel Rodríguez sendo escoltado por agentes da DEA e ICE

Em 11 de março de 2005, Orejuela foi extraditado para os Estados Unidos, após a também extradição de seu irmão, em 3 de dezembro de 2004.
Em 26 de setembro de 2006, Gilberto e Miguel foram condenados a 30 anos de prisão, depois de se declararem culpados das acusações de conspiração para exportar cocaína para os EUA. Eles concordaram com este acordo somente após a confirmação de que os Estados Unidos não trariam nenhum tipo de acusações contra os membros da sua família. Após este acordo, seus advogados, David Oscar Markus e Roy Kahn, conseguiram obter imunidade para 29 familiares. 
Em 16 de novembro de 2006, os irmãos se declararam culpados de uma acusação de conspirar para envolver-se em lavagem de dinheiro. Ambos foram condenados a mais de 87 meses de prisão. A duas penas de prisão foram executados simultaneamente.
Miguel Rodríguez Orejuela está cumprindo sua sentença de 30 anos na FCI Edgefield, na Carolina do Sul. Sua soltura está programado para 2030, aos 87 anos.

## Galeria

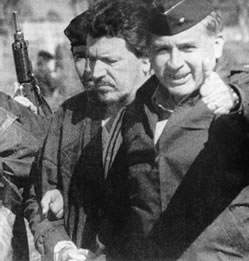
O General da Polícia Nacional da Colômbia, José Serrano escolhe pessoalmente o narcotraficante de Cali, Miguel Rodríguez Orejuela.
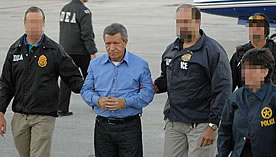
Miguel Rodriguez-Orejuela é acompanhado por agentes do DEA depois da extradição para os Estados Unidos.

## Cultura popular
- Na série Originalmente produzida pela Netflix "Narcos", Miguel Rodríguez Orejuela é retratado por Francisco Denis.